# برنارد أودود
برنارد أودود (بالإنجليزية: Bernard O'Dowd)‏ هو كاتب وشاعر أسترالي، ولد في 11 أبريل 1866 في Beaufort, Victoria ‏ في أستراليا، وتوفي في 1 سبتمبر 1953 في ملبورن في أستراليا.

## وصلات خارجية
- برنارد أودود على موقع الموسوعة البريطانية (الإنجليزية)